# هلن ایداهوسا
هلن ایداهوسا (انگلیسی: Helen Idahosa؛ زادهٔ ۲۲ اوت ۱۹۷۲) وزنه‌بردار زن اهل نیجریه است.